# Ufomammut
Ufomammut je italská kapela založená v roce 1999 v obci Tortona v regionu Piemont v severozápadní Itálii. Mezi zakládající členy patří Urlo (vokály, baskytara, syntezátor), Poia (kytara, syntezátor) a Vita (bicí). Tato sestava vydržela až do dnešní doby (platné k srpnu 2014).
Tvorba skupiny zasahuje do různých (pod)žánrů jako alternativní rock, psychedelic rock, indie rock, stoner rock, doom metal a sludge metal. Inspirací byly kapely Kyuss, Monster Magnet, Pink Floyd a UFO.
V roce 1999 vyšlo demo Satan a v roce 2000 první studiové album s názvem Godlike Snake vydané společností Beard of Stars Records.

## Diskografie

### Demo nahrávky
- Satan (1999)

### Studiová alba
- Godlike Snake (2000)
- Snailking (2004)
- Lucifer Songs (2005)
- Supernaturals: Record One (2007) - společně s kapelou Lento
- Idolum (2008)
- Eve (2010)[3]
- Oro: Opus Primum (2012)[4]
- Oro: Opus Alter (2012)